# 1972 à Terre-Neuve-et-Labrador
Chronologie de Terre-Neuve-et-Labrador
- 1968
- 1969
- 1970
- 1971
- 1972
- 1973
- 1974
- 1975
- 1976

Cette page concerne des événements d'actualité qui se sont produits durant l'année 1972 dans la province canadienne de Terre-Neuve-et-Labrador.

## Politique
- Premier ministre : Joey Smallwood puis Frank Moore
- Chef de l'Opposition :
- Lieutenant-gouverneur :
- Législature :

## Événements
- 24 mars : Frank Moores est élu Premier Ministre face au sortant Joey Smallwood.

## Naissances
- 7 février : John Slaney (né à Saint-Jean de Terre-Neuve) est un joueur professionnel de hockey sur glace canadien[1].

- 19 mars : Maria Maunder est une rameuse canadienne née à Saint-Jean de Terre-Neuve.